# ブニャコフスキー予想
ブニャコフスキー予想（-よそう）は、ウクライナ出身の数学者ヴィクトール・ブニャコフスキーが1857年に示した予想である。
整数係数を持つ2次以上の既約多項式は、自然数の引数に対して1より大きな最大公約数を持つ無限集合を生成するか、もしくは無限個の素数を生成する、というものである。
例として、多項式 f(x) = x2 + 1 を考える。この多項式からは以下のように素数が生成される。
```
 
x
      
x
2
 + 1
--------------
 1           2
 2           5
 4          17
 6          37
10         101
14         197
16         257
20         401
24         577
26         677
36        1297
```

ハーディ＝リトルウッドの第5予想（ブニャコフスキー予想の特殊な場合）では、特定の2次多項式が x > 1 なる整数に対して無限個の素数を生成することを予想している。現在まで、ブニャコフスキーの予想は証明されていないが、反例も見つかっていない。
ブニャコフスキー予想は、ディリクレの算術級数定理の拡張と見なすこともできる。ディリクレの定理は、既約な1次多項式が必ず無限個の素数を生成するというものである。